# اورموین
اورموین (به انگلیسی: Owermoigne) یک روستا و محله مدنی در بریتانیا است که در West Dorset واقع شده‌است. اورموین ۴۶۷ نفر جمعیت دارد.